# Моторин, Александр Евгеньевич
Алекса́ндр Евге́ньевич Мото́рин (род. 4 октября 1964 года, Магнитогорск, Челябинская область, РСФСР, СССР) — советский и российский металлург, оператор поста управления стана горячей прокатки Магнитогорского металлургического комбината, Герой Труда Российской Федерации (27 апреля 2020 года).

## Биография
Родился 4 октября 1964 года в городе Магнитогорск Челябинской области. 
В 1983 году окончил профтехучилище №13 в Магнитогорске. В 1983-1984 годах работал в листопрокатном цехе №4 (ЛПЦ-4) Магнитогорского металлургического комбината (ММК). В 1984-1986 годах служил в Советской Армии в составе Группы советских войск в Германии. 
После увольнения из Вооруженных Сил вернулся в Магнитогорск и продолжил работу в ЛПЦ-4 ММК. С 1986 года работает оператором поста управления стана 2500 горячей прокатки ММК – ПАО «ММК». 
Выступил автором нескольких рационализаторских предложений, позволивших повысить эффективность работы, среди которых: «Изменение крепежа плиты нижнего коллектора гидросбива №2», «Оптимизация скоростных режимов верхнего и нижнего рабочего валка – изменение скорости на захвате металла», «Установка двухрядного нижнего выводного коллектора охлаждения рабочего валка клети №3 и демонтаж вводного коллектора». 
Советы и предложения Александра Евгеньевича позволяют улучшить качество продукции и снизить процент брака. Так, выход годного металла на стане с 2015 года ни разу не падал ниже 99,55 процентов. Стан 2500 горячей прокатки из года в год выполняет и перевыполняет плановые показатели по производству: на 100,8 процента в 2015 году, на 100,4 процента в 2016 году, за 2017 год на 101,8 процента, за 2018 год на 100 процентов и за 2019 год на 100 процентов. 
Указом Президента Российской Федерации от 27 апреля 2020 года за особые трудовые заслуги перед государством и народом Моторину Александру Евгеньевичу присвоено звание Героя Труда Российской Федерации с вручением знака особого отличия — золотой медали «Герой Труда Российской Федерации».
Почётный гражданин города Магнитогорска (2021).
Живёт в Магнитогорске.

## Награды
- Герой Труда Российской Федерации (27 апреля 2020 года)[3]
- Медаль ордена «За заслуги перед Отечеством» 1 степени (25 мая 2015 года)[6]
- Медаль ордена «За заслуги перед Отечеством» 2 степени (30 июля 1999 года)[7]
- Лауреат премии им. Г.И. Носова (2005)[1]
- Грамота Магнитогорского металлургического комбината (2007)[1]